# Juegos de amor y poder
A Juegos de amor y poder (magyar fordításban: Szerelem és hatalom játékai) 2025-ös mexikói teleregény, amelyet Ximena Suárez és Julián Aguilar alkotott. A főbb szerepekben Claudia Martín, Arap Bethke, Eduardo Santamarina, Mayrín Villanueva és Lorena Graniewicz látható. A Univision 2025. március 17-e és 2025. június 30-a között sugározta. Mexikóban a sorozatot a Las Estrellas mutatta be 2025. március 31-e és 2025. július 4-e között. Magyarországon még nem vetítették.

## A vezető producer szavaiból
A Juegos de amor y poder egy olyan novella, melyet Ximena Suárez írt, s mely egyesíti egy bűnügyi thriller rejtélyességét egy szenvedélyes szerelmi történettel. A központi cselekmény egy elnökjelölt körül forog, akinek fia részese egy balesetnek, amely véget vet egy fiatalember életének, és hatalmas erkölcsi konfliktust szabadít fel. Míg ez a nagyhatalmú férfi megpróbálja megvédeni fiát és megmenteni karrierjét, a főhősnő, egy fiatal nő, akit a jelölt családja nevelt fel, elszenvedi a döntés következményeit." - mesélte még a forgatás megkezdésekor a producer, Carlos Bardasano.

## Cselekmény
Luciana Espinoza (Claudia Martín) egy fiatal, fegyelmezett pszichológus, aki folyamatosan fejleszti magát a szakmájában. Érzékeny, melegszívű és kedves személyiség, de fájdalmas múltat hordoz magában: hatéves korában elvesztette szüleit egy tragikus balesetben. Gyermekkori tragédiája óta keresztszülei szeretetében talál menedéket, és mély hálát érez irántuk. Eduardo Ferrer (Eduardo Santamarina) és Inés Avendaño (Mayrín Villanueva) igazi szülőkké váltak számára, és teljes jogú családtagnak tekintetik őt. Ám ez a szeretet hamarosan komoly próbatétel elé kerül. A sors úgy alakítja, hogy Luciana találkozik Roberto Roldánnal (Arap Bethke), egy kiemelkedő ügyvéddel, aki ügyészként az igazságszolgáltatásért harcol. Roberto megmenti őt egy rablástól, és ezzel egy első látásra fellobbanó szerelem veszi kezdetét, mely azonban hamar ármányok és hazugságok hálójába kerül.
Egy bulizással töltött éjszakán Adrián Ferrer (Tristán Maze), Enrique fia, tragikus baleset részese lesz unokatestvérével, Memóval (Carlos Said) és barátnőjével, Alexandrával (Ariana Saavedra). Az eset egy szörnyű bűncselekményhez vezet, melyet igyekeznek a sötétben tartani. Miután Enrique tudomást szerez a fia által elkövetett gyilkosságról, minden eszközt bevet, hogy eltüntesse a nyomokat és megakadályozza, hogy az eset veszélyeztesse politikai ambícióit – hiszen éppen az elnöki posztért indul. Miközben a nyilvánosság előtt becsületes és megvesztegethetetlen emberként mutatkozik, a háttérben sötét ügyleteket folytat. A gyilkosság kivizsgálásával a hírhedt Fúria ügyész néven ismert Robertót bízzák meg, aki megesküszik, hogy igazságot szolgáltat az áldozatnak és megtalálja a tetteseket. Ez a döntése azonban közvetlen összecsapáshoz vezet Lucianával.
Így kezdődik Luciana és Roberto útja, mely tele lesz intrikákkal, félrevezetéssel és csapdákkal, melyek árnyékot vetnek a szerelmükre. 
A fiatal nőnek választania kell: hű maradjon a családjához, vagy kövesse a szívét, és szeresse az ügyészt, aki éppen szerettei ellen nyomoz. Egy olyan dilemmával szembesül, melynek megoldása szinte lehetetlennek tűnik.

## Szereplők

### Főszereplők
| Színész(nő)         | Szerepnév                | Magyar hang |
| ------------------- | ------------------------ | ----------- |
| Claudia Martín      | Luciana Espinoza         |             |
| Arap Bethke         | Roberto Roldán           |             |
| Eduardo Santamarina | Enrique Ferrer           |             |
| Mayrín Villanueva   | Inés Avendaño            |             |
| Lorena Graniewicz   | Karina Cortés            |             |
| Alejandra Barros    | Mariana Avendaño         |             |
| Carlos Said         | Guillermo "Memo" Solís   |             |
| Lambda García       | Patricio Ferrer Avendaño |             |
| Silvia Pasquel      | Sofía Durán              |             |
| Gabriela Platas     | Elena Leal               |             |
| Ariana Saavedra     | Alexandra Muñoz          |             |
| Alejandro Tommasi   | Francisco Avendaño       |             |
| Edward Castillo     | Daniel Saldaña           |             |
| Erik Díaz           | Joaquín Rivas            |             |
| Mauricio Pimentel   | Omar Saldaña             |             |
| Olivia Duflos       | Gabriela "Gaby" Roldán   |             |
| Tristán Maze        | Adrián Ferrer Avendaño   |             |
| Juan Soler          | Leonardo Vidal           |             |
| Omar Germenos       | Mateo Solís              |             |
| Alan Slim           | Germán Torres            |             |
| Juan Carlos Barreto | Quirino Hernández        |             |
| Arleth Terán        | Bertha Rodríguez         |             |
| Adriana Williams    | Victoria Jiménez         |             |
| Erik Díaz           | Joaquín Rivas            |             |
| Paola Toyos         | Rebeca                   |             |
| Roberto Mateos      | Luis                     |             |
| Rodolfo Arias       | Manolo                   |             |
| Cinthia Aparicio    | Natalia                  |             |
| Paulina R. Menéndez | Susana                   |             |
| Ana de Villa        | Fabiola Briseño          |             |
| Vane Olaguerra      | Clara                    |             |
| Tristan Maze        | Adrián Ferrer Avendaño   |             |

### Mellékszereplők
| Színész(nő)       | Szerepnév               | Magyar hang |
| ----------------- | ----------------------- | ----------- |
| Sophie Gaëlle     |                         |             |
| Agustín Arana     |                         |             |
| Eduardo Cortejosa | Bruno López "El Grenas" |             |
| Javo Benítez      | Tobías                  |             |
| Valeria Florian   | Carolina                |             |
| Daniela Gálvez    | Vicenta                 |             |
| Romina Rebecchi   |                         |             |
| Enrique Chi       |                         |             |
| Bárbara Carbajal  |                         |             |
| Alec Chaparro     |                         |             |

## Évados áttekintés
| Évad | Évad | Epizódok száma | Eredeti sugárzás  | Eredeti sugárzás | Eredeti sugárzás | Magyar sugárzás | Magyar sugárzás | Magyar sugárzás |
| Évad | Évad | Epizódok száma | Évadpremier       | Évadfinálé       | Eredeti adó      | Évadpremier     | Évadfinálé      | Magyar adó      |
| ---- | ---- | -------------- | ----------------- | ---------------- | ---------------- | --------------- | --------------- | --------------- |
|      | 1.   | 70             | 2025. március 31. | 2025. július 4.  |                  |                 |                 |                 |